# Amt Darß/Fischland
Das Amt Darß/Fischland liegt im Landkreis Vorpommern-Rügen in Mecklenburg-Vorpommern (Deutschland). Im Amt Darß/Fischland haben sich die sechs Gemeinden Ahrenshoop, Born a. Darß, Dierhagen, Prerow, Wieck a. Darß und Wustrow zur Erledigung ihrer Verwaltungsgeschäfte zusammengeschlossen. Der Verwaltungssitz befindet sich in Born a. Darß.

## Beschreibung
Das Amtsgebiet umfasst Fischland und Darß mit Ausnahme der Gemeinde Zingst. Der Norden und Westen des Amtes grenzt an die Ostsee. Der Süden grenzt bis auf eine schmale Landenge bei Dierhagen an den Saaler Bodden. Südwestlich des Amtes liegt die Stadt Rostock. Das Amt liegt zu großen Teilen im Nationalpark Vorpommersche Boddenlandschaft.
Wirtschaftlich ist nur der Tourismus erwähnenswert, daneben spielen die Fischereiwirtschaft und die Landwirtschaft (Gut Darss) eine gewisse Rolle. Größere Industrieansiedlungen gibt es nicht. Durch das Amt Darß/Fischland führen keine Bundesstraßen. Das Amt ist aber über die Städte Ribnitz-Damgarten und Barth (beide an der B 105) verkehrstechnisch gut angebunden. Südlich und südwestlich verlaufen die Autobahnen 19 und 20. Südlich des Amtes befindet sich der Flughafen Barth.

## Die Gemeinden mit ihren Ortsteilen
- Ahrenshoop mit Althagen und Niehagen
- Born a. Darß
- Dierhagen mit Dändorf, Dierhagen Dorf, Dierhagen Ost, Dierhagen Strand, Hof Körkwitz und Neuhaus
- Prerow
- Wieck a. Darß mit Bliesenrade
- Wustrow mit Barnstorf

## Politik

### Wappen, Flagge, Dienstsiegel
Das Amt verfügt über kein amtlich genehmigtes Hoheitszeichen, weder Wappen noch Flagge. Als Dienstsiegel wird das kleine Landessiegel mit dem Wappenbild des Landesteils Vorpommern geführt. Es zeigt einen aufgerichteten Greifen mit aufgeworfenem Schweif und der Umschrift „Amt Darß/Fischland“.

## Belege
1. ↑  Statistisches Amt M-V – Bevölkerungsstand der Kreise, Ämter und Gemeinden 2023 (XLS-Datei) (Amtliche Einwohnerzahlen in Fortschreibung des Zensus 2011) (Hilfe dazu).
2. ↑  Hauptsatzung § 1 Abs.1 (PDF; 319 kB).